# نازانين افشين جام
نازانين افشين جام (الفارسية: نازنين افشينجم، ولد في 11 أبريل 1979) فنانة وناشطة في مجال حقوق الإنسان إيرانية-كندية، وهي الوصيفة الأولى لمسابقة ملكة جمال العالم 2003. وهي أيضا رئيس ومؤسس مشارك لمؤسسة «وقف عمليات إعدام الأطفال» وكذلك مؤسس «مؤسسة نازانين».

## روابط خارجية
- الموقع الرسمي
- نازانين افشين جام على موقع IMDb (الإنجليزية)
- Afshin-Jam's mini-doc from Honor Diaries film